# Manuel Raga
Manuel „Manolo” Raga Navarro (ur. 14 marca 1944 w Aldamie) – meksykański koszykarz, występujący na pozycji rozgrywającego, po zakończeniu kariery zawodniczej trener koszykarski.
Został wybrany w drafcie NBA 1970 roku przez zespół Atlanty Hawks z numerem 167 ogólnej listy draftu, jako pierwszy w historii gracz spoza USA.
Jego syn Manuel Raga Jr występował w reprezentacji Szwajcarii (2003), zdobywał też wielokrotnie mistrzostwa (2001, 2002, 2009) oraz puchary (1999–2002, 2008, 2009) tego kraju.

## Osiągnięcia
Drużynowe
- Mistrz:
  - Euroligi (1970, 1972, 1973)
  - Włoch (1969–1971, 1973, 1974)
  - Szwajcarii (1975–1977)
- Wicemistrz
  - Euroligi (1971, 1974)
  - Włoch (1972)
- Zdobywca pucharu:
  - FIBA Intercontinental Cup (1970, 1973)
  - Włoch (1969–1971, 1973)
  - Szwajcarii (1975)
- 2. miejsce w Pucharze Włoch (1972)

Indywidualne
- Wybrany do:
  - 50 Największych Osobowości w historii Euroligi (2008)[1]
  - Galerii Sław:
    - klubu Pallacanestro Varese[3]
    - FIBA (2016)[4]

Reprezentacja
- Wicemistrz igrzysk panamerykańskich (1967)[5]
- Uczestnik:
  - igrzysk olimpijskich (1964 – 12. miejsce, 1968 – 5. miejsce, 1976 – 10. miejsce)[5]
  - mistrzostw świata (1963 – 9. miejsce, 1967 – 8. miejsce, 1974 – 9. miejsce)[1]
  - kwalifikacji olimpijskich (1964, 1972, 1976)

Trenerskie
Asystent
- Wicemistrz igrzysk panamerykańskich (1991)[1]